# Celle-Uelzen Netz
Die Celle-Uelzen Netz GmbH ist ein regionaler Netzbetreiber in der Stadt Celle, in den Landkreisen Celle und Uelzen sowie in Teilen der Landkreise Heidekreis und Gifhorn. Das Unternehmen transportiert Strom, Erdgas, Wasser und Wärme zu den Kunden. Dazu betreibt es 8.036 Kilometer Stromleitungen, 2.146 Kilometer Gasrohrnetz sowie 3.042 Kilometer Wasserrohrnetz.
Die Celle-Uelzen Netz GmbH sorgt für den technischen Betrieb und Ausbau der Netze und schließt Energieverbraucher und -produzenten an das Netz an. Darüber hinaus bietet sie Kommunen und Gewerbebetrieben Dienstleistungen an. Sie übernimmt die kaufmännische und technische Betriebsführung im Abwasserbereich für den Abwasserverband Matheide, im Trinkwasserbereich für den Wasserversorgungszweckverband Landkreis Uelzen sowie im Erdgasbereich für die Stadtwerke Bergen.
Zu den Aufgaben des Technischen Services für Betriebe zählen Planung und Bau von Trafostationen, die Wartung von Schaltanlagen mit Mittelspannungstechnik, thermografische Untersuchungen mit Wärmebildkameras, die Messung von Spannungseinbrüchen sowie die Netzanalyse. Mit Hilfe des Lastgangmanagements kann der entdeckte Leistungsbedarf der Produktionsanlagen gleichmäßiger verteilt werden. Sobald das Lastgangmanagement Spitzen entdeckt, schaltet es nicht dringend benötigte Geräte ab, um Leistungsspitzen zu vermeiden.

## Unternehmensgeschichte
Die Celle-Uelzen Netz GmbH ist eine Tochter der SVO Holding GmbH, die 2012 aus der SVO Energie GmbH hervorgegangen ist. Dabei hat sich der Unternehmensname der SVO Energie GmbH in Celle-Uelzen Netz GmbH geändert. Alle Geschäftsdaten wie Handelsregistereintrag, Steuernummern oder Anschrift gingen an die Netzbetreibungsgesellschaft Celle-Uelzen Netz GmbH über. Bei der Firmierung änderten sich lediglich Name und Optik. Alle Verträge, Vereinbarungen sowie Verpflichtungen behielten ihre Gültigkeit. 
Dieser Schritt wurde durch die Novellierung des Energiewirtschaftsgesetzes im Jahr 2011 notwendig: Demnach müssen Verteilnetzbetreiber wie die SVO Energie GmbH ihre Markenpolitik so verändern, dass Verwechslungen zwischen den Netzgesellschaften und anderen Gesellschaften (Vertrieb) ausgeschlossen sind.